# 許應辰
許應辰（？—？），江西南昌人，清朝政治人物。增贡出身。
同治二年，擔任廣東廣州府永安縣知縣（現紫金縣知縣）。后由敖翊臣接任。